# Glochidion acuminatum
Glochidion acuminatum är en emblikaväxtart som beskrevs av Johannes Müller Argoviensis. Glochidion acuminatum ingår i släktet Glochidion och familjen emblikaväxter.

## Underarter
Arten delas in i följande underarter:
- G. a. acuminatum
- G. a. siamense